# Томас-Гоменсоро (Артигас)
Томас-Гоменсоро (исп. Tomás Gomensoro) — населённый пункт на крайнем севере Уругвая, в департаменте Артигас. Административный центр одноимённого муниципалитета.

## История
3 мая 1909 года получил статус села (Pueblo) постановлением № 3.455. Первоначальное название населённого пункта — Санха-Хонда. Современное название было дано в честь президента Уругвая, Томаса Хосе Гоменсоро Альбина.

## География
Расположен примерно в 27 км к юго-западу от города Белья-Уньон, в 110 км к юго-востоку от города Артигас и в 736 км к северу от столицы страны, города Монтевидео.

## Население
По данным на 2011 год население Томас-Гоменсоро составляет 2659 человек.
| Год  | Население |
| ---- | --------- |
| 1908 | 1188      |
| 1963 | 2144      |
| 1975 | 2100      |
| 1985 | 1827      |
| 1996 | 2427      |
| 2004 | 2818      |
| 2011 | 2659      |

Источник: Instituto Nacional de Estadística de Uruguay